# FK Torpedo Voljski
Maillots
Le Torpedo Voljski (russe : «Торпедо» Волжский) est un club de football russe fondé en 1954 et basé à Voljski. Il évolue en quatrième division russe depuis 2019.

## Histoire
Fondé en 1954 sous le nom Energia, le club intègre à partir de 1958 la deuxième division soviétique avant de tomber en troisième division en 1963 et de disparaître à l'issue de la saison 1969. Refondée par la suite sous le nom Torpedo en 1976, l'équipe continue d'évoluer au troisième échelon où il se classe la plupart du temps dans le bas de classement de ses groupes successifs.
Après la dissolution de l'Union soviétique et la mise en place des championnats russes, le Torpedo se voit assigné à la nouvelle deuxième division russe en 1992 avant d'en être relégué dès l'année suivante. Il remporte par la suite le groupe Centre du troisième échelon en 1994 et fait son retour au deuxième niveau, où il évolue jusqu'en 1997, année de sa relégation. Évoluant ensuite de manière perpétuelle en troisième division, le club reprend à partir de 2008 le nom Energia avant de se retirer des compétitions nationales en 2014.
L'équipe fait son retour à l'échelon national en 2019 en intégrant la quatrième division, principal échelon amateur, en reprenant à l'occasion le nom Torpedo.

### Historique du logo

2008-2014
depuis 2019

## Bilan sportif

### Classements en championnat
La frise ci-dessous résume les classements successifs du club en championnat d'Union soviétique.
La frise ci-dessous résume les classements successifs du club en championnat de Russie.

### Bilan par saison
Légende
- Promotion en division supérieure
- Relégation en division inférieure

#### Période soviétique
| Saison    | Championnat  | Championnat  | Championnat  | Championnat  | Championnat  | Championnat  | Championnat  | Championnat  | Championnat  | Championnat  | Coupe d'URSS        |
| Saison    | Division     | Pos          | Pts          | J            | V            | N            | D            | BP           | BC           | Diff         | Coupe d'URSS        |
| --------- | ------------ | ------------ | ------------ | ------------ | ------------ | ------------ | ------------ | ------------ | ------------ | ------------ | ------------------- |
| 1958      | 2e Zone 1    | 16e          | 16           | 30           | 5            | 6            | 19           | 27           | 57           | -30          | Premier tour Q      |
| 1959      | 2e Zone 5    | 13e          | 19           | 26           | 6            | 7            | 13           | 24           | 50           | -26          | —                   |
| 1960      | 2e Russie 3  | 9e           | 23           | 26           | 10           | 3            | 13           | 34           | 35           | -1           | Troisième tour Q    |
| 1961      | 2e Russie 3  | 7e           | 23           | 23           | 9            | 5            | 9            | 32           | 34           | -2           | Seizièmes de finale |
| 1962      | 2e Russie 3  | 9e           | 25           | 28           | 10           | 5            | 13           | 31           | 39           | -8           | Premier tour Q      |
| 1963      | 3e Russie 3  | 6e           | 33           | 30           | 11           | 11           | 8            | 33           | 27           | +6           | Premier tour Q      |
| 1964      | 3e Russie 3  | 9e           | 30           | 30           | 11           | 8            | 11           | 43           | 36           | +7           | Troisième tour Q    |
| 1965      | 3e Russie 3  | 11e          | 36           | 38           | 14           | 8            | 16           | 53           | 48           | +5           | —                   |
| 1966      | 3e Russie 3  | 5e           | 39           | 34           | 14           | 11           | 9            | 41           | 30           | +11          | Troisième tour Q    |
| 1967      | 3e Russie 3  | 9e           | 37           | 38           | 13           | 11           | 14           | 48           | 48           | 0            | Troisième tour Q    |
| 1968      | 3e Russie 3  | 9e           | 41           | 40           | 15           | 11           | 14           | 43           | 33           | +10          | Quatrième tour Q    |
| 1969      | 3e Russie 4  | 5e           | 39           | 34           | 14           | 11           | 9            | 43           | 34           | +9           | —                   |
| 1970-1975 | Club inactif | Club inactif | Club inactif | Club inactif | Club inactif | Club inactif | Club inactif | Club inactif | Club inactif | Club inactif | Club inactif        |
| 1976      | 3e Zone 4    | 21e          | 27           | 40           | 6            | 15           | 19           | 24           | 42           | -18          | —                   |
| 1977      | 3e Zone 3    | 20e          | 28           | 40           | 10           | 8            | 22           | 33           | 61           | -28          | —                   |
| 1978      | 3e Zone 3    | 20e          | 35           | 46           | 14           | 7            | 25           | 52           | 73           | -21          | —                   |
| 1979      | 3e Zone 3    | 22e          | 33           | 48           | 12           | 9            | 27           | 52           | 80           | -28          | —                   |
| 1980      | 3e Zone 3    | 10e          | 35           | 34           | 14           | 7            | 13           | 47           | 43           | +4           | —                   |
| 1981      | 3e Zone 3    | 17e          | 20           | 34           | 6            | 8            | 20           | 41           | 64           | -23          | —                   |
| 1982      | 3e Zone 3    | 14e          | 24           | 32           | 7            | 10           | 15           | 34           | 46           | -12          | —                   |
| 1983      | 3e Zone 3    | 12e          | 25           | 30           | 8            | 9            | 13           | 38           | 55           | -17          | —                   |
| 1984      | 3e Zone 3    | 7e           | 30           | 30           | 15           | 0            | 15           | 49           | 51           | -2           | —                   |
| 1985      | 3e Zone 3    | 9e           | 27           | 30           | 10           | 7            | 13           | 39           | 44           | -5           | —                   |
| 1986      | 3e Zone 3    | 12e          | 28           | 32           | 11           | 6            | 15           | 39           | 44           | -5           | —                   |
| 1987      | 3e Zone 3    | 9e           | 32           | 32           | 12           | 8            | 12           | 41           | 36           | +5           | —                   |
| 1988      | 3e Zone 9    | 12e          | 23           | 30           | 9            | 5            | 16           | 29           | 43           | -14          | —                   |
| 1989      | 3e Zone 9    | 15e          | 40           | 42           | 16           | 8            | 18           | 63           | 41           | +22          | —                   |
| 1990      | 3e Centre    | 17e          | 39           | 42           | 16           | 7            | 19           | 48           | 61           | -13          | —                   |
| 1991      | 3e Centre    | 7e           | 44           | 42           | 17           | 10           | 15           | 55           | 54           | +1           | Deuxième tour       |

#### Période russe
| Saison    | Championnat       | Championnat  | Championnat  | Championnat  | Championnat  | Championnat  | Championnat  | Championnat  | Championnat  | Championnat  | Coupe de Russie     |
| Saison    | Division          | Pos          | Pts          | J            | V            | N            | D            | BP           | BC           | Diff         | Coupe de Russie     |
| --------- | ----------------- | ------------ | ------------ | ------------ | ------------ | ------------ | ------------ | ------------ | ------------ | ------------ | ------------------- |
| 1992      | 2e Centre         | 4e           | 40           | 34           | 15           | 10           | 9            | 65           | 38           | +28          | —                   |
| 1993      | 2e Centre         | 10e          | 41           | 38           | 17           | 7            | 14           | 54           | 49           | +5           | Quarts de finale    |
| 1994      | 3e Centre         | 1er          | 50           | 32           | 23           | 4            | 5            | 84           | 28           | +56          | Seizièmes de finale |
| 1995      | 2e                | 16e          | 55           | 42           | 16           | 7            | 19           | 75           | 74           | +1           | Seizièmes de finale |
| 1996      | 2e                | 14e          | 54           | 42           | 15           | 9            | 18           | 57           | 71           | -14          | Troisième tour      |
| 1997      | 2e                | 21e          | 30           | 42           | 9            | 3            | 30           | 29           | 69           | -40          | Quatrième tour      |
| 1998      | 3e Oural-Povoljié | 3e           | 68           | 36           | 20           | 8            | 8            | 60           | 40           | +40          | Deuxième tour       |
| 1999      | 3e Oural-Povoljié | 13e          | 37           | 34           | 11           | 4            | 19           | 35           | 56           | -21          | Deuxième tour       |
| 2000      | 3e Oural-Povoljié | 16e          | 27           | 34           | 8            | 3            | 23           | 30           | 77           | -47          | Deuxième tour       |
| 2001      | 3e Oural-Povoljié | 15e          | 19           | 34           | 5            | 4            | 25           | 26           | 80           | -54          | Deuxième tour       |
| 2002      | 3e Oural-Povoljié | 15e          | 18           | 30           | 5            | 3            | 25           | 12           | 69           | -57          | Premier tour        |
| 2003      | 3e Oural-Povoljié | 18e          | 32           | 38           | 7            | 11           | 20           | 39           | 72           | -33          | Premier tour        |
| 2004      | 3e Sud            | 7e           | 47           | 32           | 13           | 8            | 11           | 41           | 31           | +10          | Premier tour        |
| 2005      | 3e Sud            | 8e           | 31           | 24           | 9            | 4            | 11           | 34           | 28           | +6           | Troisième tour      |
| 2006      | 4e Tchernozem     | 1er          | 66           | 28           | 20           | 6            | 2            | 57           | 17           | +40          | Troisième tour      |
| 2007      | 3e Sud            | 12e          | 28           | 28           | 8            | 4            | 16           | 34           | 43           | -9           | —                   |
| 2008      | 3e Sud            | 9e           | 42           | 34           | 12           | 6            | 16           | 44           | 48           | -4           | Troisième tour      |
| 2009      | 3e Sud            | 7e           | 48           | 34           | 12           | 12           | 10           | 41           | 33           | +8           | Deuxième tour       |
| 2010      | 3e Sud            | 11e          | 39           | 32           | 10           | 9            | 13           | 43           | 52           | -9           | Deuxième tour       |
| 2011-2012 | 3e Sud            | 16e          | 32           | 34           | 9            | 5            | 20           | 35           | 68           | -33          | Deuxième tour       |
| 2011-2012 | 3e Sud            | 16e          | 32           | 34           | 9            | 5            | 20           | 35           | 68           | -33          | Deuxième tour       |
| 2012-2013 | 3e Sud            | 11e          | 44           | 32           | 13           | 5            | 14           | 36           | 42           | -6           | Premier tour        |
| 2013-2014 | 3e Sud            | 18e          | 21           | 34           | 5            | 6            | 23           | 31           | 70           | -49          | Deuxième tour       |
| 2014-2018 | Club inactif      | Club inactif | Club inactif | Club inactif | Club inactif | Club inactif | Club inactif | Club inactif | Club inactif | Club inactif | Club inactif        |
| 2019      | 4e Tchernozem     | 5e           | 52           | 26           | 17           | 1            | 8            | 84           | 52           | +32          | —                   |

## Palmarès
- Championnat de Russie D3
  - Vainqueur : 1994 (groupe Centre)

## Entraîneurs
La liste suivante présente les entraîneurs connus du club.
- Sergueï Popkov (1956)
- Nikolaï Bastian (1957)
- Yuri Illichev (1958-1959)
- Antonin Sotchnev (1959-1961)
- Herman Gloukhovski (1962-1964)
- Guennadi Nadtotchi (1964-1969)
- Aleksandr Bibitchev (1976)
- Boris Beliakov (ru) (1976-1977)
- Valeri Karnavski (1978)
- Vladimir Boubnov (1979-1982)
- Guennadi Cherchnev (1984-août 1986)
- Boris Batanov (en) (août 1986-juin 1987)
- Anatoli Koval (juin 1987-décembre 1987)
- Piotr Orlov (1988)
- Oleg Doudarine (1989-1991)
- Oleg Doudarine (janvier 1995-mai 1995)
- Vladimir Dergatch (mai 1995-décembre 1996)
- Oleg Doudarine (janvier 1997-février 1998)
- Aleksandr Khomoutetski (ru) (mars 1998-mars 1999)
- Oleg Doudarine (mars 1999-juillet 1999)
- Lev Ivanov (1999)
- Anatoli Kourbatov (1999-2000)
- Valeri Tchoupine (2000)
- Boris Sinitsyne (2000)
- Viktor Ionov (2000-juillet 2002)
- Lev Ivanov (juillet 2002-décembre 2002)
- Roustem Chaïmoukhamedov (en) (2003-2004)
- Sergueï Ponomariov (2004)
- Dmitri Nikitine (2006)
- Boris Sinitsyne (décembre 2006-juillet 2007)
- Igor Sourovikine (en) (août 2007-décembre 2007)
- Dmitri Petrenko (en) (janvier 2008-juin 2012)
- Artiom Koulikov (juillet 2012-juin 2013)
- Dmitri Piskounov (juin 2013-octobre 2013)
- Denis Zoubko (octobre 2013-juin 2014)
- Vladimir Faïzouline (2019-)